# Wolfeïta
La wolfeïta és un mineral de la classe dels fosfats, que pertany al grup de la triplita. Rep el seu nom del Dr. Caleb Wroe Wolfe (1908-1980), cristal·lògraf americà i professor de geologia a la Universitat de Boston i mineralogista sistemàtic interessat en els fosfats de les pegmatites de granit. La wroewolfeïta també és anomenada nom en honor seu.
American crystallographer and Professor of Geology, Boston University, Boston, Massachusetts, USA who was also a systematic mineralogist interested in granite pegmatite phosphates.

## Característiques
La wolfeïta és un fosfat de fórmula química Fe2+
2PO₄(OH). Cristal·litza en el sistema monoclínic. La seva duresa a l'escala de Mohs es troba entre 4,5 i 5. És isostructural amb diferents espècies: sarkinita, triplita, triploidita, wagnerita i zwieselita. Forma una sèrie de solució sòlida, de la qual és el seu anàleh¡g amb Fe2+.
Segons la classificació de Nickel-Strunz, la wolfeïta pertany a «08.BA: Fosfats, etc. amb anions addicionals, sense H₂O, només amb cations de mida mitjana, (OH, etc.):RO₄ sobre 1:1» juntament amb els següents minerals: ambligonita, montebrasita, tavorita, triplita, zwieselita, sarkinita, triploidita, wagnerita, stanĕkita, joosteïta, hidroxilwagnerita, arsenowagnerita, holtedahlita, satterlyita, althausita, adamita, eveïta, libethenita, olivenita, zincolibethenita, zincolivenita, auriacusita, paradamita, tarbuttita, barbosalita, hentschelita, latzulita, scorzalita, wilhelmkleinita, trol·leïta, namibita, fosfoel·lenbergerita, urusovita, theoparacelsita, turanita, stoiberita, fingerita, averievita, lipscombita, richel·lita i zinclipscombita.

## Formació i jaciments
Va ser descoberta en pegmatites granítiques de la mina Palermo No. 1, a la localitat de Groton, al comtat de Grafton, a Nou Hampshire (Estats Units), on sol trobar-se associada a la trifilita i al quars. Als territoris de parla catalana ha estat trobada únicament a la localitat de Cadaqués, al Cap de Creus (Alt Empordà, Girona).